# Marco Sanudo (señor de Milos)
Marco Sanudo (fallecido después de 1376) fue el señor de la isla de Milos en la Grecia franca. 
Era el hijo de Guglielmo I Sanudo y hermano de Niccolò I Sanudo y Giovanni I Sanudo, quienes fueron duques de Naxos. 
Se casó con una mujer de nombre desconocido y tuvo una hija Fiorenza, señora de Milos, que se casó en 1383 con Francesco I Crispo, que también se convirtió en el décimo duque de Naxos.